# Nkosinathi Joyi
Nkosinathi Joyi (ur. 1 stycznia 1983 w Mdantsane) – południowoafrykański bokser, były zawodowy mistrz świata wagi słomkowej (do 105 funtów) organizacji IBF.
Karierę zawodową rozpoczął 28 kwietnia 2002. Do marca 2010 stoczył 20 walk, wszystkie wygrywając. W tym okresie zdobył, w wadze słomkowej, mniej ważne tytuły mistrza Republiki Południowej Afryki oraz federacji IBO a także 26 czerwca 2009 wygrał pojedynek z byłym mistrzem IBF Filipińczykiem Florante Condesem, będący eliminacją do walki o pas mistrza IBF.
26 marca 2010 w East London (Republika Południowej Afryki) stoczył pojedynek z Meksykaninem Raúlem Garcíą, mistrzem świata organizacji IBF. Wygrał wyraźnie, jednogłośnie na punkty, zostając nowym mistrzem w wadze słomkowej.
W pierwszej obronie tytułu zmierzył się, 29 stycznia 2011, z Japończykiem Katsunari Takayamą. W trzeciej rundzie przeciwnicy zderzyli się przypadkowo głowami i doznali poważnych obrażeń. Walka została przerwana i uznana za nieodbytą. Do pojedynku rewanżowego doszło 30 marca 2012. Joyi wygrał jednogłośnie na punkty i obronił pas mistrzowski. W kolejnej obronie pasa, 1 września 2012 w Guasave (Meksyk), zmierzył się z Meksykaninem Mario Rodríguezem. Niespodziewanie przegrał przez nokaut w siódmej rundzie i stracił tytuł mistrza. Była to jego pierwsza porażka w karierze.